# Arme Diener der Göttlichen Vorsehung
Arme Diener der Göttlichen Vorsehung oder Opera Don Calabria (lateinisch Congregatio Pauperum Servorum Divinae Providentiae ‚Armen Diener der göttlichen Vorsehung‘) ist ein Institut päpstlichen Rechts. Das Ordenskürzel ist PSDP.

## Geschichte
Die Kongregation entstand aus der Casa Buoni Fanciulli, die am 26. November 1907 vom italienischen Priester Giovanni Calabria in Verona gegründet wurde, um sich um arme und verlassene Kinder zu kümmern. Am 11. Februar 1932 stimmte Girolamo Cardinale, Bischof von Verona, der Gründung einer Priesterbruderschaft zu. Sie war auf dem Diözesangebiet unter dem Namen Poveri Servi della Divina Provvidenza aktiv.
Am 25. April 1949 erhielt die Gemeinschaft von Papst Pius XII. das Decretum laudis und wurde vom Heiligen Stuhl am 15. Dezember 1956 genehmigt.
Der weibliche Zweig namens Povere Serve della Divina Provvidenza wurde 1910 gegründet und 1981 anerkannt.
Der Gründer Giovanni Calabria wurde 1988 von Papst Johannes Paul II. seliggesprochen. Am 18. April 1999 erfolgte durch denselben Papst die Heiligsprechung.
Beim Konsistorium 2019 ernannte Papst Franziskus mit Eugenio Dal Corso den ersten Kardinal des Instituts.

## Aktivitäten
Die Ordensleute der Opera Don Calabria kümmern sich bedürftige Kinder und ältere Menschen.
Neben Italien ist der Orden auch in Afrika (Angola, Kenia), in Amerika (Argentinien, Brasilien, Chile, Kolumbien, Paraguay, Uruguay), in Asien (Philippinen, Indien), in Rumänien und in Russland vertreten. Das Generalkurie ist in Verona. Seit 2022 ist Massimiliano Parrella der Generalsuperior des Ordens.
Am 31. Dezember 2005 hatte das Institut 72 Häuser und 317 Ordensleute, hiervon 181 Priester.